# Úri, Pesta
Úri  este un sat în districtul Nagykáta, județul Pesta, Ungaria, având o populație de 2.572 de locuitori (2011). 

## Demografie
Componența etnică a satului Úri
     Maghiari (96,86%)
     Necunoscut (0,6%)
     Alții (2,54%)
Componența confesională a satului Úri
     Romano-catolici (60,11%)
     Fără religie (9,02%)
     Reformați (4,74%)
     Necunoscută (23,99%)
     Alte religii (3,38%)
Conform recensământului din 2011, satul Úri avea 2.572 de locuitori. Din punct de vedere etnic, majoritatea locuitorilor (96,86%) erau maghiari. Apartenența etnică nu este cunoscută în cazul a 0,6% din locuitori.  Din punct de vedere confesional, majoritatea locuitorilor (60,11%) erau romano-catolici, existând și minorități de persoane fără religie (9,02%) și reformați (4,74%). Pentru 23,99% din locuitori nu este cunoscută apartenența confesională.